# Saint-Cernin-de-Larche
Saint-Cernin-de-Larche település Franciaországban, Corrèze megyében. Lakosainak száma 678 fő (2022. január 1.). Saint-Cernin-de-Larche Chartrier-Ferrière, Chasteaux, Larche, Lissac-sur-Couze és Les Coteaux Périgourdins községekkel határos.

## Népesség
A település népessége az elmúlt években az alábbi módon változott:
| Lakosok száma | 309  | 319  | 425  | 546  | 658  | 663  | 648  | 646  | 644  | 678  |
|               | 1968 | 1982 | 1990 | 2006 | 2013 | 2015 | 2017 | 2019 | 2020 | 2022 |